# Сестринска визија (часопис)
Национални часопис "Визија": часопис Уније удружења медицинских сестара и здравствених техничара Србије је научно стручни часопис који излази од 2017. године. Након 3 године мења назив у "Сестринска визија" (2020). Издаје га Унија удружења медицинских сестара и здравствених техничара Републике Србије, и посвећен је темама из области здравствене неге и медицине.

## О часопису
Часопис "Сестринска Визија" је научно стручни часопис који излази два пута годишње и обрађује теме из области здравствене неге и медицине. Први број часописа објављен је октобар/новембар 2017. године. Чланови уређивачког одбора су афирмисани стручњаци из области здравствене неге и медицине, са простора Србије. Часопис објављује радове на српском и енглеском језику. Тираж часописа је 200 примерака.
Часопис има за циљ да подстакне и омогући комуникацију, размену знања и информација између истраживача који потичу из здравствених установа, образовних институција које школују сестринске кадрове, института, коморе медицинских сестара и здравствених техничара Србије, удружења пацијената и свих заинтересованих појединаца. Часопис је отворен за размену искустава и ширење знања која се односе на проблеме и правце развоја здравствене неге, на националном и међународном нивоу у циљу пружања подршке развоја здравствене заштите становништва, развоју сестринске професије и укупног друштвеног развоја.
Часопис Сестринска визија је мултидисциплинарног карактера и објављује следеће категорије рукописа: 
- Оригиналне радове
- Прегледне радове
- Извештаје са конгреса и стручних скупова
- Стручне вести
- Приказе стручних књига и практикума
- Писма уредништву
- Дописе У спомен

## Историјат
Први број часописа Визија изашао је октобар/новембар 2017. године. Часопис излази два пута годишње, у априлу и октобру. Од октобра 2020. године са називом Сестринска визија (COBISS.SR-ID 19030793)

## Уредници

### Извршни уредник
- Проф. др сци мед. Жељко Влаисављевић

### Главни и одговорни уредник
- Звонко Димоски, спец.фарм.

### Заменик уредника
- Проф. др сци мед. Братислав Станковић

### За издавача
- Радмила Јазић

### Аутори прилога
- Елвира Хаџић
- Жељко Влаисављевић

## Електронски облик часописа
Часопис је доступан у електронском облику, на сајту Уније удружења медицинских сестара и здравствених техничара Републике Србије.

## Индексирање у базама података
- Index Copernicus https://journals.indexcopernicus.com/search/details?id=69481
- Science Gate https://www.sciencegate.app/source/165558297 Архивирано на веб-сајту  (16. јул 2021)
- Jornal TOCs https://www.journaltocs.ac.uk/index.php?action=tocs&journalID=46961
- ISSN https://portal.issn.org/resource/ISSN/2737-9647
- Srpski Citatni Indeks https://scindeks.ceon.rs/journalDetails.aspx?issn=2737-9647
- Kobson https://kobson.nb.rs/nauka_u_srbiji/elektronski_casopisi_iz_srbije.95.html?service=26&offset=17
- CrrosRef i DOI http://www.doiserbia.nb.rs/